# 팔레스타인
팔레스타인(아랍어: فلسطين, Filasṭīn), 또는 공식 명칭인 팔레스타인국[i](아랍어: دولة فلسطين, Dawlat Filasṭīn)은 서아시아 남부 레반트에 위치한 국가로 서아시아에서 요르단강 서안 지구와 가자 지구에 대한 주권을 주장하고 있는 부분적 승인 국가이다. 수도는 예루살렘으로 지정했지만, 현재 행정중심지는 라말라이다. 팔레스타인이 주장하고 있는 영토는 1967년 6일 전쟁 이후 이스라엘이 점령하고 있다. 팔레스타인의 요르단강 서안 지구는 이스라엘 및 요르단과 국경을 접하고 있으며, 가자 지구는 이집트와 국경을 접하고 있다. 팔레스타인의 인구는 2016년을 기준으로 4,816,503명이다.
1947년 제2차 세계 대전 이후 유엔은 영국 위임통치령 팔레스타인 지역의 분할안을 채택했다. 이 분할안에서는 팔레스타인에 유대인 국가와 아랍인 국가를 형성하며 예루살렘은 국제 공동통치지역으로 설정하기로 되어있었다. 1948년 5월 14일 이스라엘이 수립된 이후, 이웃 아랍 국가들은 다음 날 이스라엘을 침공해 이스라엘 군과 싸웠다. 이후 전팔레스타인 정부가 1948년 9월 22일 아랍 연맹에 의해 창설되었고, 이 정부는 트란스요르단을 제외한 아랍 연맹 전 회원국에게 인정받았다. 정부의 행정구역은 옛 위임통치령 팔레스타인 전체를 포함하고 있었지만, 실질적으로는 가자 지구에 영토가 한정되어 있었다. 요르단강 서안 지구는 1948년 전쟁 이후 요르단에 귀속되어 있었다. 1967년 6일 전쟁 당시 이스라엘은 서안 지구 및 가자 지구를 병합했다.
1988년 11월 15일 팔레스타인 해방 기구의 수장이었던 야세르 아라파트가 알제에서 팔레스타인국의 수립을 선포했다. 1993년 오슬로 협정이 체결되면서 팔레스타인 자치 정부가 오슬로 협정의 A 및 B 구역과 가자 지구를 다스리게 되었다. 이후 가자 지구는 2007년 하마스의 통치 하에 들어가게 되었으며, 이스라엘은 2005년부터 2007년까지 가자 지구에서 철수했다.
팔레스타인은 2024년 4월 현재 140개 유엔 회원국으로부터 독립 국가로 승인받았으며, 2012년부터 유엔 총회 옵서버가 되어 국가임을 인정받았다. 팔레스타인은 아랍 연맹. 이슬람 협력 기구, G77, 국제 올림픽 위원회, 이슬람 대테러 군사 동맹, 유네스코를 비롯한 여러 국제기구의 회원국이다.

## 지명
영국 위임통치령이 된 이래, 팔레스타인이라는 용어는 이스라엘, 가자 지구, 요르단강 서안 지구 전체를 가리키는 지리학적 지역을 의미한다. 팔레스타인의 일반적인 용어 또는 이와 관련된 용어는 고대 그리스의 헤로도토스가 쓴 "역사"에서 "시리아에서 팔레스타인이라 불리는 지역은 페니키아인들이 다른 해상인들과 교역하는 곳이다."라고 기술한 것에서 그 기원을 찾을 수 있으며, 시리아와 맞닿은 지중해의 남동쪽 가장자리 지역을 일컫는다.
팔레스타인 전체 또는 그 일부를 일컫는 다른 지역적 용어나 국가에는 가나안, 에레츠 이스라엘,[v] 대시리아, 거룩한 땅, 통일 이스라엘 왕국, 유다이아 속주, 유다이아, 코엘레 시리아,[vi] 예루살렘 왕국, 시온, 남부 시리아, 남부 레반트, 그리고 시리아 팔레스티나 속주가 있다.

## 역사

### 고대사
역사적인 팔레스타인 지역은 유대교와 유대 민족의 발상지로서, 유대 전통에 따르면 민족의 시조인 아브라함이 신으로부터 후손과 땅을 언약 받은 이야기로 거슬러 올라간다. 야곱 때 가나안에 대흉년이 들어 이집트로 이주한 유대인들은 노예살이를 하게 되었으나 모세의 지도 하에 탈출하여 다시 가나안을 정복하였다. 유대인들은 통일 이스라엘 왕국을 세우고 제1성전을 지었으나 국가가 분열된 동안 바빌론 제국의 침략으로 성전은 파괴되었고, 이후 이 일대는 페르시아 제국, 마케도니아 제국 등에 의해 정복되었다가 기원후 1세기에 나사렛 예수로부터 기독교가 탄생할 때는 로마 제국이 이곳을 다스리고 있었다. 기독교는 초기에 박해를 받았으나 널리 퍼져 4세기에는 로마 제국의 국교가 되기에 이른다. 이러한 역사로 인해 유대교와 기독교에서는 이 지역을 핵심적인 성지(聖地)로 여긴다. 기원후 7세기에 생겨난 이슬람교 역사에 있어서도 팔레스타인 지역은 중요한 성지 중 하나로, 특히 이슬람교의 창시자 무함마드가 승천하여 신을 만났다고 전하는 알아크사 모스크가 이곳에 있다.

### 중세
7세기 라시둔 칼리파국이 비잔틴과 페르시아를 몰아내고 팔레스타인을 차지한 이래로 이 지역은 이슬람 세력의 지배 하에 놓여 아랍인으로 동화되게 된다. 이슬람 통치로부터 성지를 탈환하기 위한 목표로 조직된 유럽의 제1차 십자군이 1099년부터 이곳에 십자군 국가들을 세웠으나 12세기 후반 살라딘의 아이유브 술탄국에 의해 모두 멸망했다. 15세기부터는 오스만 제국이 팔레스타인을 포함한 시리아 일대 전체를 차지하였고, 특유의 밀레트 제도 하에 종교의 자율성을 보장하였다.

### 근현대
19세기 말에는 오스만 제국 내의 각 민족마다 민족주의가 고조되면서 팔레스타인의 아랍인들 사이에서도 더 큰 자율성을 요구하는 목소리가 나오기 시작하였고, 동시대에 유럽 등지의 유대인 공동체 내에서도 민족주의의 일환으로 시온주의가 등장하여 팔레스타인에 유대인의 조국을 세우기 위한 운동을 벌이기 시작하였다. 이에 따라 팔레스타인 지역으로의 유대인들의 이민이 증가하였고 시온주의 조직은 현지 지주들로부터 토지를 사들이며 유대인과 아랍인 사이에 긴장이 유발되었다. 1918년 제1차 세계 대전이 오스만 제국을 포함한 동맹국 측의 패배로 끝나고 이 일대는 대영제국의 지배 하에 놓인다. 그러나 영국은 1차 대전 중 아랍 지도자들에게 오스만 제국에 맞서 싸우는 대가로 아랍 독립국 건설을 약속한 것과 동시에 유대인 유력자들에게 팔레스타인에 유대인 국가 수립을 약속하였고, 결국 유대인의 조국 건설을 돕는 동시에 아랍 인구의 권익을 보장한다는 목적으로 국제 연맹에 의해 팔레스타인 위임통치령이 수립되었다.
위임통치령이 수립된 초기부터 유대인과 아랍인 사이의 긴장이 이어졌고 영국 당국은 양쪽의 요구에 대한 균형을 맞추는 데 어려움을 겪었다. 1936년에는 유대인 유입 방지를 요구하며 대규모의 아랍인 봉기가 일어났다. 영국은 이 반란을 진압하였으나 아랍인 측의 입장을 수용하여 유대인의 이민을 제한하기 시작하였고, 또한 장래에 유대인과 아랍인 모두를 위한 국가로서 팔레스타인국을 수립할 계획을 발표하였다. 그러자 유대인 강경파들이 이에 강력히 반발하기 시작하였고, 이르군, 레히, 하가나 등 시온주의 무장 조직이 결성되어 영국 당국에 대한 테러 공격을 행하기 시작하였다. 한편으로 제2차 세계대전 중 나치 독일이 주도하는 유대인에 대한 홀로코스트 대학살이 일어나며 유대인 정착촌이 확장되고 시온주의 운동은 탄력을 얻었다. 영국은 평화 유지를 위해 고군분투하였으나 끝내 1947년 팔레스타인에서 철수하기로 결정하였다.

### 이스라엘국 수립 이후
1947년 UN은 위임통치령을 분할하여 유대인과 아랍인 각각을 위한 두 국가를 세우는 해결책을 제시하였고, 이는 유대인 지도자들에 의해 승인되었으나 아랍인 지도자들에 의해 거부되었다. 결국 1948년 영국은 아무런 계획도 시행하지 않고 최종 철수를 진행하였고 이 동안 다비드 벤구리온이 이끄는 유대인 지도부는 UN의 두 국가 정책에 따른 이스라엘국의 수립을 선포하였다. 아랍인 측은 이에 즉각 반발하였고 트란스요르단, 이집트 등 아랍 연맹의 모든 인접국들이 이를 저지하기 위한 군사 행동을 시작하여 1948년 아랍-이스라엘 전쟁이 발발하였다. 전쟁은 이스라엘의 승리로 끝났고, 전투 중에 이스라엘은 본래 아랍인의 구역으로 설정된 팔레스타인 위임통치령의 영토 일부까지 점령하여 이스라엘 영토로 편입하였다. 나머지 아랍인 구역 중 가자 지구는 이집트, 서안 지구는 트란스요르단에 의해 점령, 합병되었다. 이 모두는 국제사회로부터 합법적인 것으로 인정받지 못했다.
1964년 요르단 지배 하의 서안 지구에서 이스라엘에 대항할 목적으로 야세르 아라파트(아랍어: ياسر عرفات)가 이끄는 팔레스타인 해방 기구(PLO)가 설립되었고 이들의 국가 헌장은 이스라엘을 포함한 구 위임통치령 전체를 팔레스타인국의 영토로 선포하였다. 1967년에는 다시 이스라엘과 주변 아랍 국가들 사이에 6일 전쟁으로 불리는 전쟁이 벌어져 이스라엘이 서안지구, 가자지구, 시나이반도, 골란고원을 모두 점령하였다. PLO는 전쟁 이후 요르단 본토로, 1971년에는 레바논으로 거점을 옮겼다. 1974년 10월 PLO는 아랍 연맹 회의에서 팔레스타인 국민의 대표부로 인정받았고 동년 11월 UN 총회에서 권한을 인정받아 옵저버 자격을 부여받았다. 1978년 미국의 중재로 이집트와 이스라엘 간에 맺어진 캠프 데이비드 협정에 따라 이집트는 가자 지구 영유권을 포기하였고, 1988년에는 요르단이 서안 지구 영유권을 PLO에 양도했다. 한편 이스라엘이 서안지구와 가자지구를 점령한 이후 이스라엘 정착촌들이 건설되기 시작하였고, 그 행정권을 둘러싸고 1987년 일어난 제1차 인티파다를 시작으로 분쟁이 지속되고 있다.

### 팔레스타인국 수립

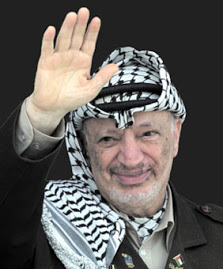
팔레스타인국 수립을 주도한 야세르 아라파트

1988년 11월 망명 중이던 PLO의 야세르 아라파트는 팔레스타인 독립선언을 발표하며 "팔레스타인 국가"의 수립을 선언했고, 다음달까지 이집트와 요르단을 포함한 많은 국가로부터 승인을 얻었다. PLO는 유엔 안전 보장 이사회 결의 제242호에 기초한 다자간 협상을 요구하며 양국 방안을 수용할 의향을 보였다.
독립선언문에는 팔레스타인국이 "팔레스타인 영토"에 수립되는 것으로 쓰여 있으나 그 이상의 명시적인 영토 언급은 없다. 이 때문에 팔레스타인국을 승인한 일부 국가들은 팔레스타인의 영토를 이스라엘의 합법적 영토를 제외한 1967년 국경 이내의 영토에 국한되는 것으로 보고 있으나 명확히 합의된 바는 없어 분쟁이 계속되고 있다.
1993년 미국이 중재하여 이스라엘과 팔레스타인 간에 이루어진 오슬로 협정에서 이스라엘은 PLO 협상단을 "팔레스타인 국민을 대표"하는 것으로 인정했으며 그 대가로 PLO는 이스라엘국의 평화적 존재 권리를 인정하고 안보리 결의 제242호 및 제338호에 따른 폭력행위 중단을 수용했다. 그 결과로 1994년부터 PLO는 행정부인 팔레스타인 자치 정부(PNA)를 설립하여 서안지구와 가자지구 일부 지역에서 정부 기능을 수행하기 시작했고 이스라엘은 이를 허용했다. 팔레스타인 영토는 A구역, B구역, C구역으로 구분되어 PNA는 A구역에서는 민간 행정권 및 보안 통제권을, B구역에서는 민간 행정권만을 수행하고, C구역에는 관여하지 않는다. 아라파트는 팔레스타인 자치 정부의 첫 수장이 되었고 팔레스타인의 자치를 평화적으로 해결한 공로를 인정받아 노벨 평화상을 수상하기도 했다.
그러나 이 방안은 양쪽의 일국 방안론 강경파에게는 오히려 반발만 키웠고 1995년 오슬로 협정을 맺은 이스라엘의 이츠하크 라빈 총리는 시온주의 강경파 청년에게 암살당했다. 이후 2001년 타바 정상회담이 개최되는 등 항구적 평화를 위한 협의가 지속되었으나 2000년 협의가 결렬된 배경에서 팔레스타인인들이 이스라엘 통치에 반발하며 봉기한 제2차 인티파다가 일어나 갈등이 심화되었다. 특히 팔레스타인 측 단체들의 자살폭탄 테러와 총격, 그리고 이에 대한 이스라엘의 군사적 대응 등 양측 모두 폭력 사용이 잦아지기 시작했다. 2002년 이스라엘은 폭력 사태 대응을 명목으로 팔레스타인 도시에 대한 대규모 군사작전인 방패 작전(Operation Defensive Shield)을 감행하여 수많은 사상자를 냈고, 이후 공격 억제를 위해 검문소나 장벽 건설 등을 시작하여 팔레스타인인에 대한 이동 제한, 인도주의적 조건 악화 등 억압이 강화되기 시작하였다.

### 아라파트 사후
2004년 11월 팔레스타인 민족주의 운동의 구심점이 되던 아라파트가 건강 악화로 사망한 이후 같은 파타 소속의 마흐무드 압바스가 팔레스타인 자치정부의 수반직을 이어받았다. 압바스는 이스라엘과의 협상을 옹호하고 휴전 협정을 맺기 위하여 노력했다. 그러나 한편으로 2004년 3월 팔레스타인 민족주의의 또다른 핵심 인물인 아흐메드 야신이 이스라엘군의 공습으로 사망한 이후 강경파인 하마스에 대한 지지가 높아지기 시작했다.
2005년 이스라엘은 가자지구에서 완전히 철수하여 모든 이스라엘 정착촌을 해체하고 군대를 빼 들였다. 그러나 곧 가자 지구 전역은 무장조직 하마스의 통제 하에 놓이게 되었고, 팔레스타인 자치정부는 가자 지구에 대한 행정력을 완전히 상실했다. 이 기간 동안 팔레스타인의 두 주요 정치 세력인 파타와 하마스 간의 내부 분열이 심화되었다. 2006년에 열린 팔레스타인 입법부 선거에서 하마스가 단독 과반수를 차지하여 승리하였고, 이후 파타-하마스 분쟁이 무장 충돌로 확산되어 결국 2007년부터는 가자 지구에서는 하마스가, 서안 지구에서는 파타가 집권하며 서로 분리되는 결과를 낳았다. 이로 인해 평화 협정과 팔레스타인 국가 통합은 더욱 난항을 겪게 되었다. 특히 가자 지구의 하마스는 이스라엘에 대한 무장 투쟁 노선을 고수하여 가자-이스라엘 분쟁이 지속되고 있으며, 2023년 10월에는 이스라엘이 하마스의 테러 공격을 이유로 가자 지구로 대대적으로 침공하며 이스라엘-하마스 전쟁이 발발하였다.

## 행정 구역
| \| \| 요르단강 서안 지구 팔레스타인 \| v • d • e • h \| |                               |               |
| 제닌 카바티야 야바드 알야문 제닌주 툴카름 툴카름주 투바스주 투바스 나블루스 나블루스주 칼킬리야주 칼킬리야 살피트주 살피트 라말라알비레주 라말라 알비레 베이투니아 예리코 예리코주 동예루살렘 예루살렘주 베들레헴 베들레헴주 헤브론주 할훌 헤브론 야타 두라 아드다힐리아 |                               |               |
| Flag of Palestine | 요르단강 서안 지구 팔레스타인 | v • d • e • h |

| 이름           | 지역 (km2) | 인구     | 인구 밀도 (km2당) | 주도                      |
| -------------- | ---------- | -------- | ----------------- | ------------------------- |
| 제닌주         | 583        | 311,231  | 533.84            | 제닌                      |
| 투바스주       | 402        | 64,719   | 160.99            | 투바스                    |
| 툴카름주       | 246        | 182,053  | 740.05            | 툴카름                    |
| 나블루스주     | 605        | 380,961  | 629.68            | 나블루스                  |
| 칼킬리야주     | 166        | 110,800  | 667.46            | 칼킬리야                  |
| 살피트주       | 204        | 70,727   | 346.7             | 살피트                    |
| 라말라알비레주 | 855        | 348,110  | 407.14            | 라말라                    |
| 예리코주       | 593        | 52,154   | 87.94             | 예리코                    |
| 예루살렘주     | 345        | 419,108a | 1214.8a           | 예루살렘 (명목상&분쟁 중) |
| 베들레헴주     | 659        | 216,114  | 927.94            | 베들레헴                  |
| 헤브론주       | 997        | 706,508  | 708.63            | 헤브론                    |
| 북가자주       | 61         | 362,772  | 5947.08           | 자발리아                  |
| 가자주         | 74         | 625,824  | 8457.08           | 가자                      |
| 데이르알발라주 | 58         | 264,455  | 4559.56           | 데이르알발라              |
| 칸유니스주     | 108        | 341,393  | 3161.04           | 칸유니스                  |
| 라파주         | 64         | 225,538  | 3524.03           | 라파                      |

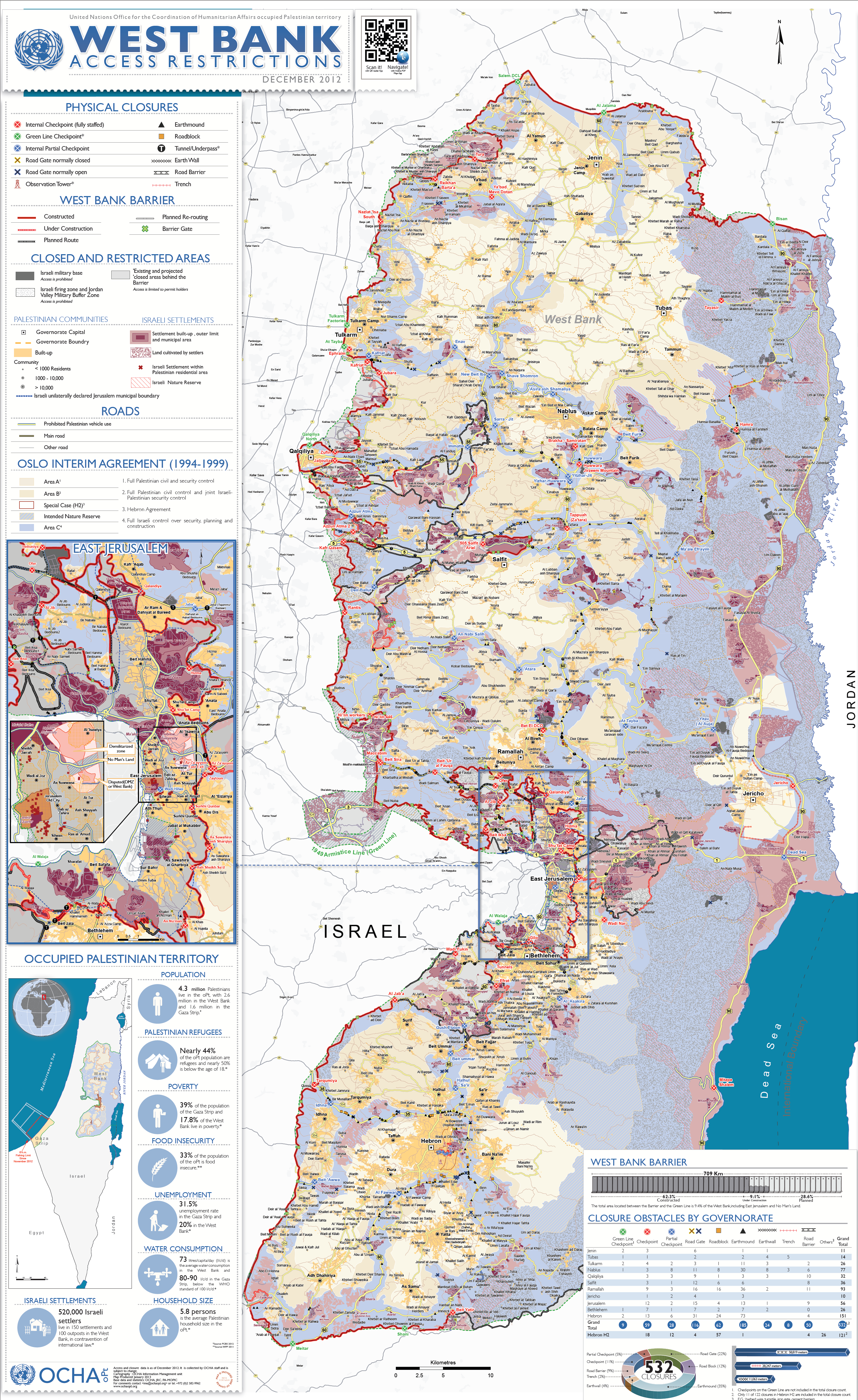
요르단강 서안 지구의 이스라엘 정착촌 및 이스라엘 시설

서안지구의 주는 오슬로 제2협정에 따라 3개의 지역으로 구별된다. A 지역은 서안 지구의 18%를 차지하며 팔레스타인 정부가 다스리고 있다. B 지역은 서안 지구의 22%를 차지하며, 팔레스타인 민간통치 하에 있지만 이스라엘-팔레스타인 당국이 공동으로 보안을 담당한다. 동예루살렘을 제외한 C 구역은 서안 지구의 60%를 차지하며 팔레스타인 정부가 150,000명의 팔레스타인 주민들에게 교육과 보건 제도를 제공하고 있지만, 이스라엘 민간청이 통치하고 있다. C 지역의 99%가 팔레스타인 주민들에게 제한되어 있다. 330,000명의 이스라엘인들이 C 구역의 이스라엘 정착촌에서 거주 중이며, 대부분의 정착촌이 유대 사마리아 구에 집중되어 있다. C 지역은 계엄령이 선포되어 있는 상황이지만, 이 지역에 거주하는 이스라엘인들은 이스라엘 법정 기구에 따라 형벌이 결정된다.
동예루살렘은 이스라엘의 예루살렘구의 일부이지만, 팔레스타인은 이 지역을 예루살렘주의 일부라고 주장한다. 1980년 이스라엘이 이 지역을 병합했지만, 이 병합은 다른 국가에 의해 승인받지 못했다. 동예루살렘에 거주하는 456,000명의 인구 중 약 60%가 팔레스타인인이고, 나머지 약 40%는 이스라엘인이다.

## 외교
2011년 10월 31일 팔레스타인은 유엔 가입에의 발판으로 유네스코에 정식 회원국으로 가입했다. UN 193개 회원국 중 107개국의 찬성으로 통과되었는데, 14개 국가는 반대표를 던졌고, 52개 국가는 기권했다고 프랑스 통신사가 전했다. 주요 국가들 중에서는 브라질과 러시아, 중화인민공화국, 인도, 남아프리카 공화국, 프랑스가 찬성표를 던진 반면 미국과 캐나다, 독일은 반대표를 던졌다. 영국, 대한민국 등은 기권했다. 2012년 11월 29일, 유엔 총회는 팔레스타인의 지위를 표결권 없는 옵서버 `단체(entity)'에서 옵서버 `국가(state)'로 격상하는 결의안을 표결에 부쳐 통과시켰다.

## 경제
2010년 8월 31일 유엔 무역 개발 회의(UNCTAD)는 팔레스타인 지원에 관한 보고서를 발표하였다. 이 보고서에 따르면 팔레스타인의 GDP는 2009년에 6.8% 성장했다. 그러나 1인당 GDP는 2000년에 비하여 30% 내려갔다. 또 실업률은 전년 대비 1.6%포인트 감소하고 있으나, 이전의 조사 수치인 30.1%보다 높은 수준이다. 식량 안전 보장 문제에 대하여 이 보고서는 팔레스타인 경제는 이스라엘의 가자 지구에 대한 군사 공격(2008년 말 ~ 2009년 초)과 요르단 강 서안 지구에 대한 경제 봉쇄가 큰 걸림돌이 되어 큰 영향을 주고 있다고 지적하고 있다. 또 민간 경제의 성장과 회복이 낮은 것도 지적했다. 그 원인이 이스라엘 점령지 내에서의 이동 규제가 있는 것이 원인이라고 강조하고 있다.
팔레스타인의 무역 적자는 2008년 GDP대비 57%에서 2009년에는 59%로 증가했다. 이 중 대이스라엘 무역 적자가 전체의 무역 적자의 65%로 비율이 매우 크다.

## 인구와 주민
팔레스타인 영토의 절대 다수는 팔레스타인인이 거주하고 있다. 이들의 93%는 이슬람교 수니파이고, 6%는 기독교 신자이며, 아랍어를 모어로 구사한다. 영어도 사용한다.

### 종교
| 팔레스타인인의 종교 (2017년 인구 조사) | 팔레스타인인의 종교 (2017년 인구 조사) | 팔레스타인인의 종교 (2017년 인구 조사) | 팔레스타인인의 종교 (2017년 인구 조사) | 팔레스타인인의 종교 (2017년 인구 조사) |
| -------------------------------------- | -------------------------------------- | -------------------------------------- | -------------------------------------- | -------------------------------------- |
|                                        |                                        |                                        |                                        |                                        |
| 이슬람교                               | 이슬람교                               |                                        | 98.97%                                 | 98.97%                                 |
| 기독교                                 | 기독교                                 |                                        | 1.00%                                  | 1.00%                                  |
| 그 외                                  | 그 외                                  |                                        | 0.03%                                  | 0.03%                                  |

팔레스타인은 종교적 중요성과 수많은 성지가 있는 곳으로 널리 알려져 있으며, 종교는 팔레스타인의 사회와 문화를 구성하는 데 있어 중요한 역할을 하고 있다. 팔레스타인은 전통적으로 거룩한 땅이라 불리는 곳의 일부로, 아브라함계 종교와 그 외 종교들에서도 신성시 여겨지는 곳이다. 기본법은 이슬람교가 국교임을 밝히지만 또한 종교의 자유를 부여하고 다른 종교에 대해서도 존중을 한 것을 요구하고 있다. 소수 종교 집단들은 팔레스타인 자치 정부의 입법부에 할당되어 있다.
팔레스타인인의 98%는 무슬림이며, 이들의 대부분은 수니파 신자들과 소수의 아흐마디야 집단이다. 15%는 비주류 무슬림이다. 팔레스타인의 기독교도는  전체 인구의 약 1%를 차지하는 중요한 소수 집단이며, 그 외에 바하이교도와 사마리아인을 포함한 더욱 적은 규모의 종교 공동체가 존재한다. 기독교인들의 밀집도가 가장 높은 곳은 서안지구의 베들레헴, 베이트사후르, 베이트잘라에 있으며, 또한 가자 지구에서도 찾아볼 수 있다. 종파상으로, 대부분의 팔레스타인의 기독교인들은 동방 정교회 또는 오리엔트 정교회 소속이며, 그리스 정교회, 아르메니아 사도교회, 시리아 정교회 등을 포함한다. 그밖에도, 로마 가톨릭교도, 그리스 가톨릭교도 (멜키트), 개신교 교파 집단도 존재한다.

350명의 인구를 지닌, 사마리아인들은 게리짐산 주변에 집중적으로 모여 있다. 사마리아교와 유대교 간의 유사성으로 인해, 사마리아인들은 '팔레스타인의 유대인'이라 흔히 일컬어진다. 팔레스타인 해방 기구는 이 유대인들을 팔레스타인인으로 여겼는데, 이들은 시오니즘의 도래 이전부터 평화롭게 이 지역에 살던 이들이었다. 일부 개인들, 특히 일란 할레비와 우리 다비스 같은 반시온주의자들은 스스로를 팔레스타인 유대인으로 간주한다. 대부분이 유대인들인 600,000명 가량의 이스라엘 정착민들은 서안 지구 전역에 국제법 상으로는 불법인 이스라엘 정착촌에 거주하고 있다. 예리코에 위치한 예리코 시나고그가 팔레스타인 자치 정부가 운영하는 유일한 시나고그이다.

팔레스타인 내 성지
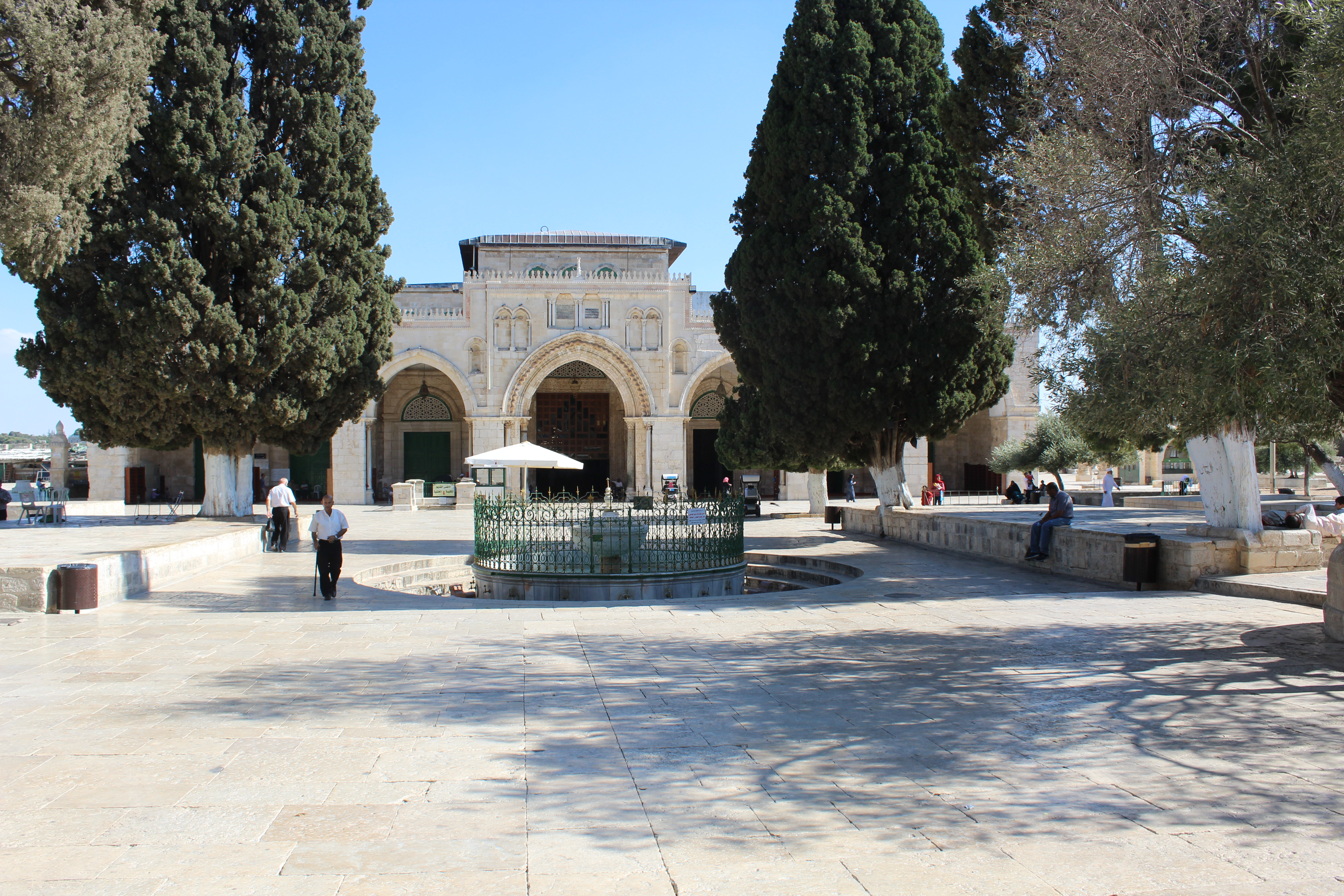
이슬람교의 세 번째 성지인 알아크사 모스크.
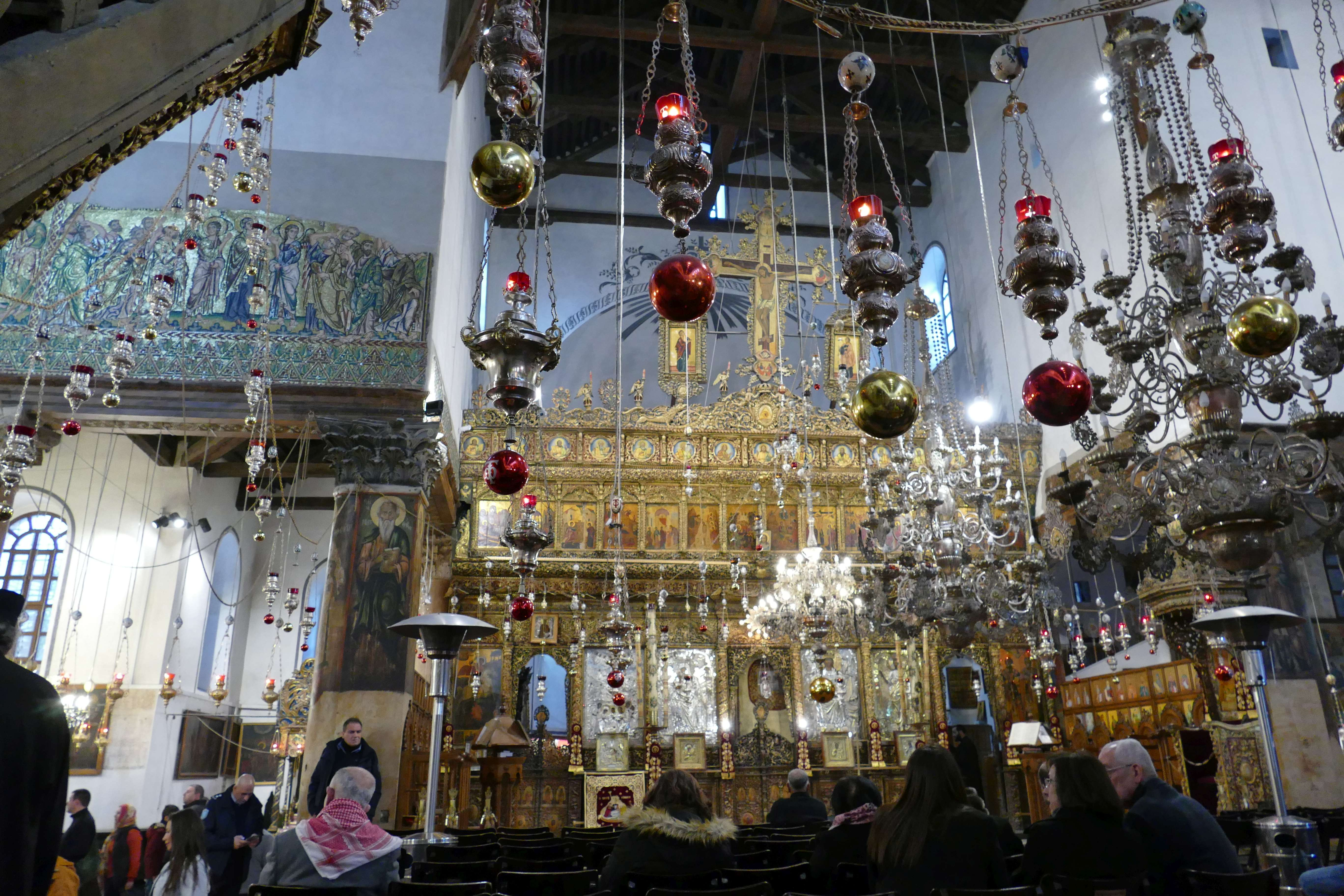
기독교인들에게 가장 중요한 장소 중 하나인 예수 탄생 기념 성당.
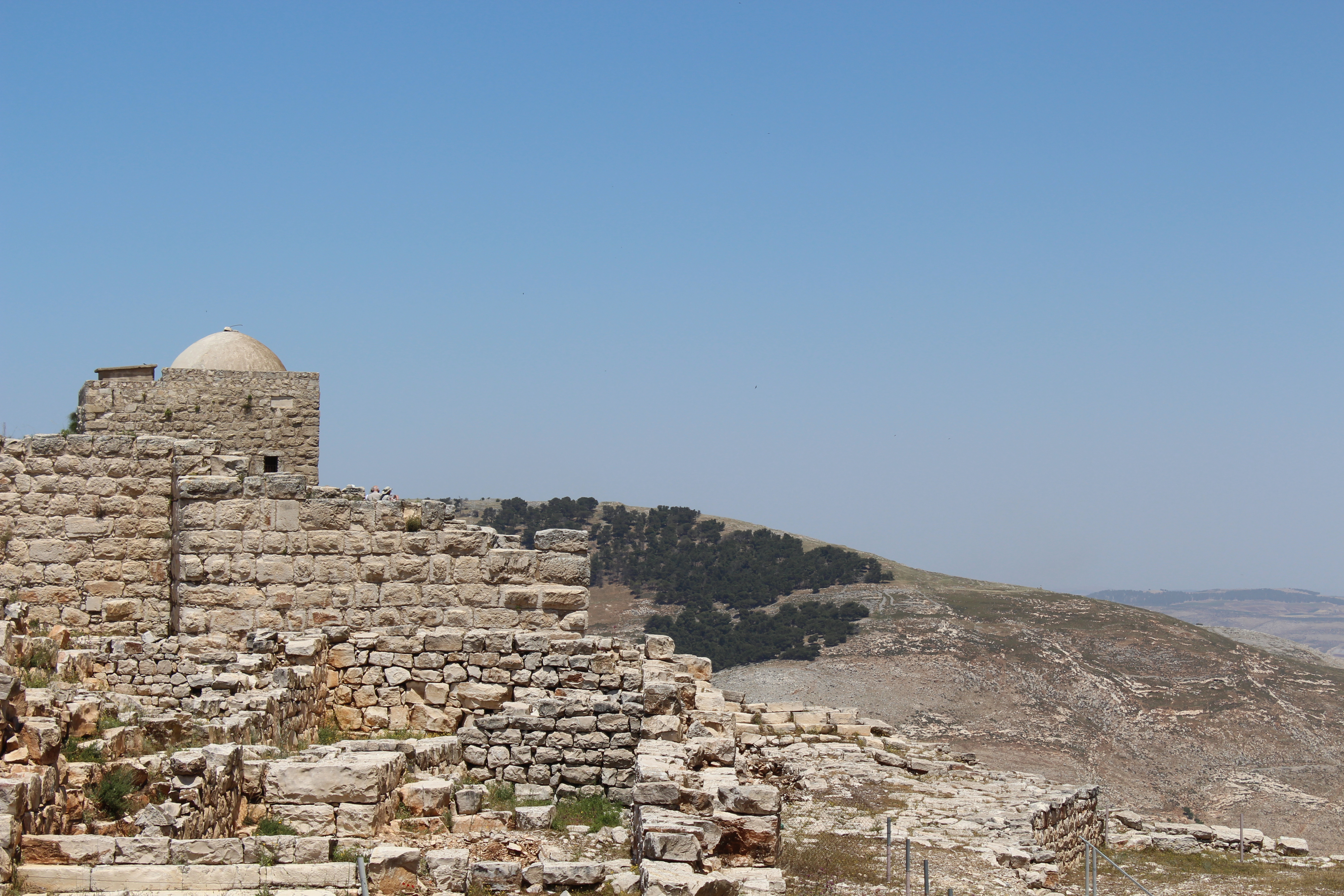
사마리아인들에게 신성시 여겨지는 게리짐산.
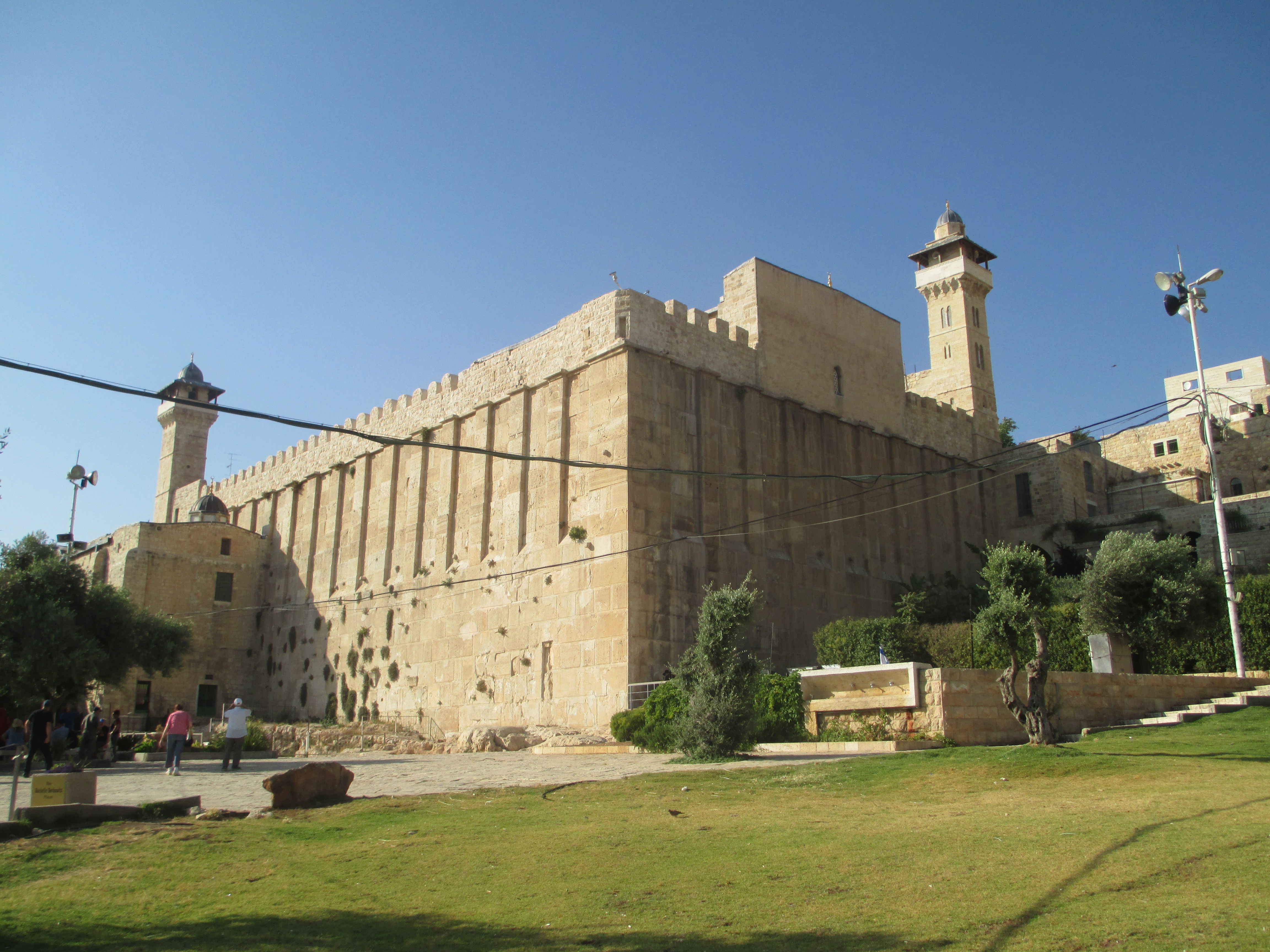
유대인, 무슬림, 기독교인 등에게 성지인 족장들의 무덤.
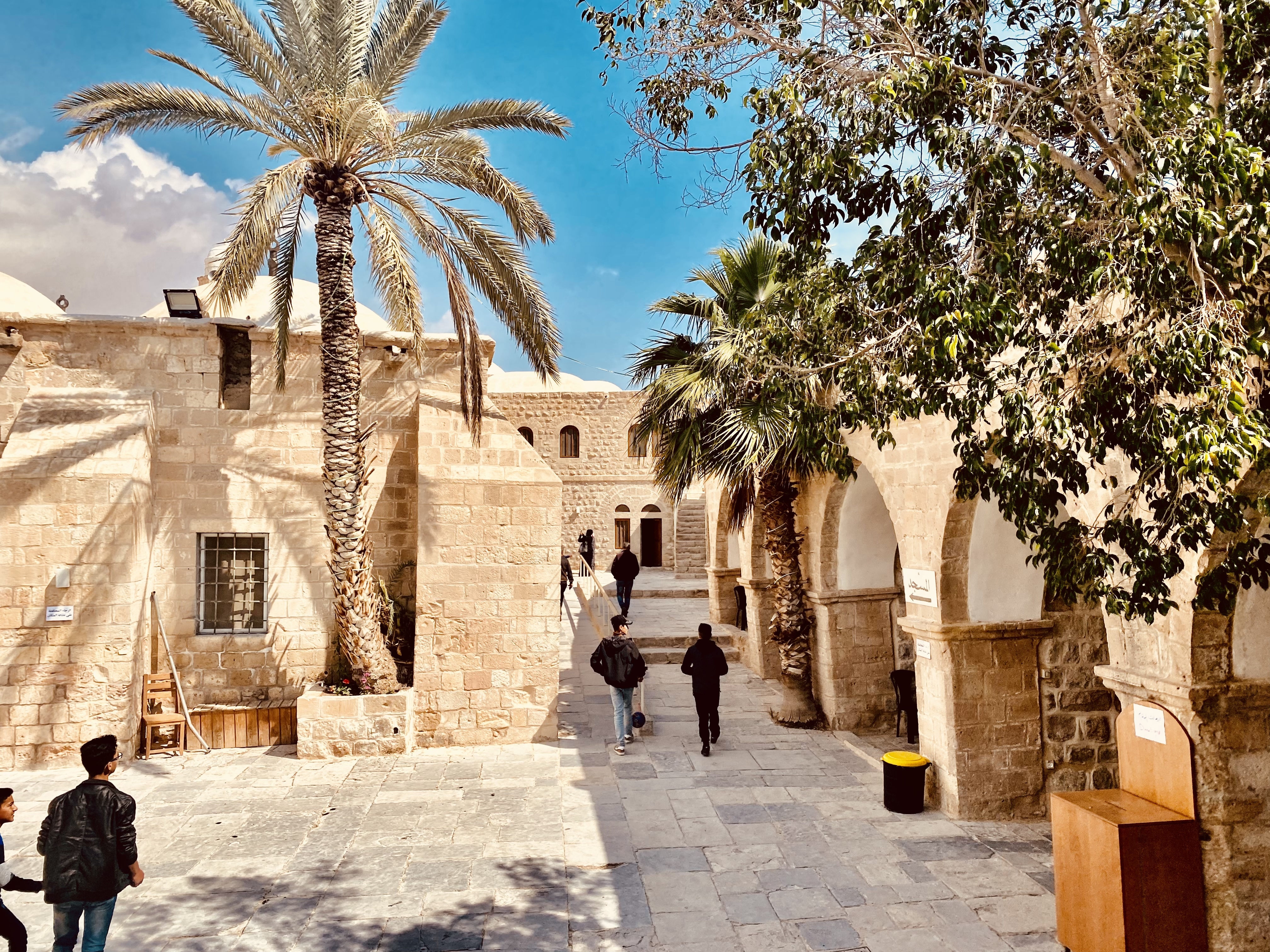
이슬람 전승에 따르면 '모세의 무덤'으로 여겨지는 나비 무사.
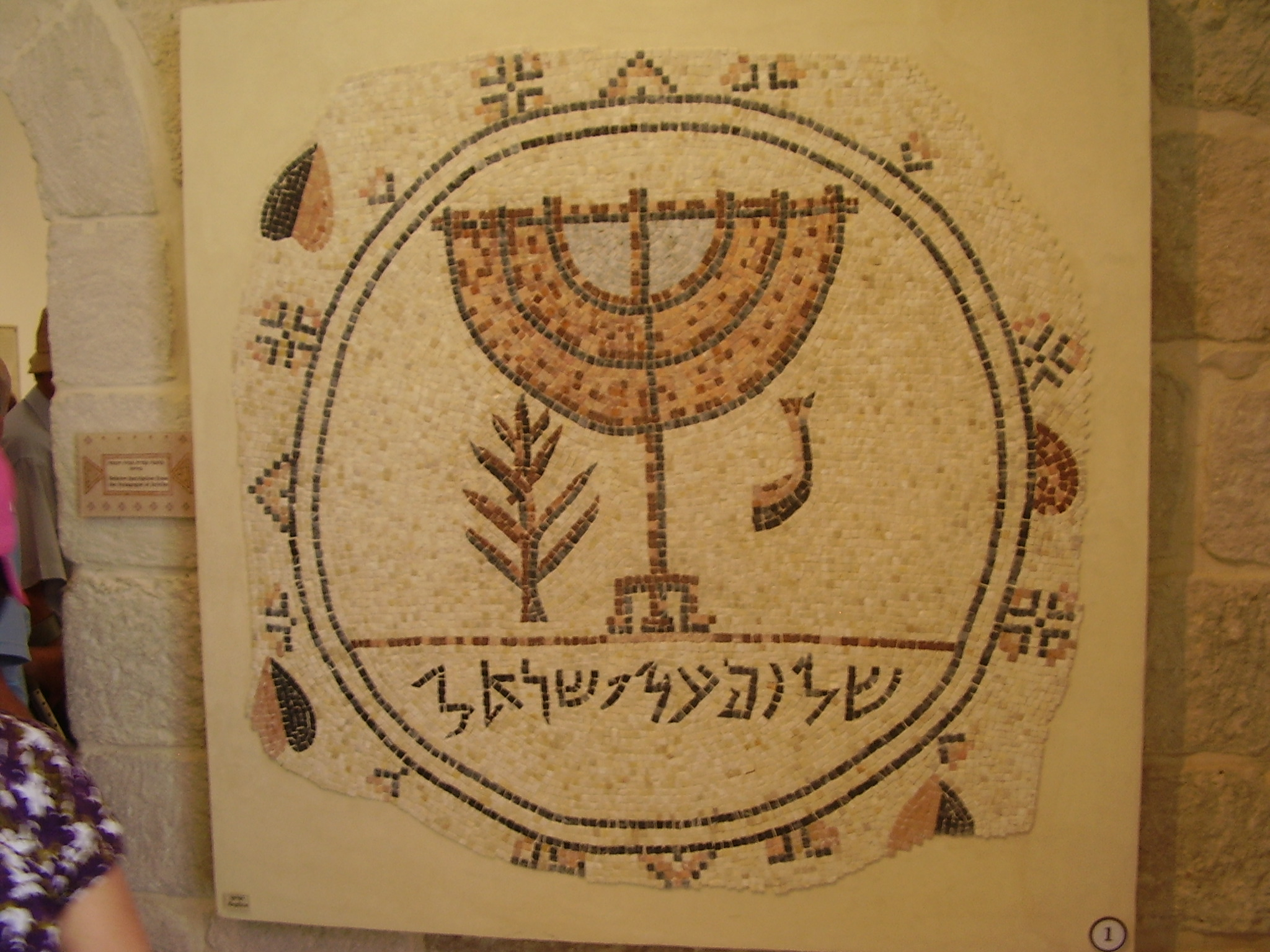
팔레스타인 자치 정부가 관리하는 예리코 시나고그.

## 같이 보기
- 팔레스타인의 국기
- 팔레스타인의 국제적 승인
- 팔레스타인 위임통치령
- 팔레스타인 (지역)